# Еркебаева, Гульмарал Мененбаевна
Гульмарал Мененбаевна Еркебаева (род. 2 ноября 1995 года) — казахстанкая женщина-борец, мастер спорта Республики Казахстан международного класса.

## Биография
Воспитанница спортивной школы-интерната в Талдыкоргане. Тренеры — Кайрат Сагадиев и Адилет Ермаков.
В 2012 году, выступая в разряде кадетов, стала серебряным призёром чемпионата Азии в категории до 70 кг.
Выступая в юниорском разряде, дважды стала бронзовым призёром чемпионата Азии: в 2013 и 2015 году в категории до 72 кг. В 2015 году она также стала бронзовым призёром чемпионата мира среди юниоров.
На чемпионатах Азии триды завоёвывала бронзовые медали (2015, 2016).
На республиканских соревнованиях представляет Алматинскую область. Чемпионка Казахстана (2015). Бронзовый призёр чемпионата Казахстана (2016).

## Образование
Учится на специальности «Физическая культура и спорт» в Казахском государственном женском педагогическом университете.